# Maui
Maui es una isla del archipiélago de las islas Hawái. Administrativamente, forma parte del condado de Maui del Estado de Hawái, junto con las islas Lanai, Kahoolawe y Molokai. Con una superficie total de 1880 km², es la segunda isla más grande del archipiélago, y con una población de 144 444 habitantes (año 2010) es la tercera isla más poblada. Maui también es conocida con el sobrenombre de Valley Isle por el fértil istmo entre los dos volcanes.
La isla lleva el nombre del legendario semidiós Maui. Según la tradición, este héroe, conocido en diferentes lugares de la Polinesia, creó las islas pescándolas del fondo del mar con un anzuelo mágico, que los habitantes de esos lugares identifican con la constelación de Escorpio.

## Geografía

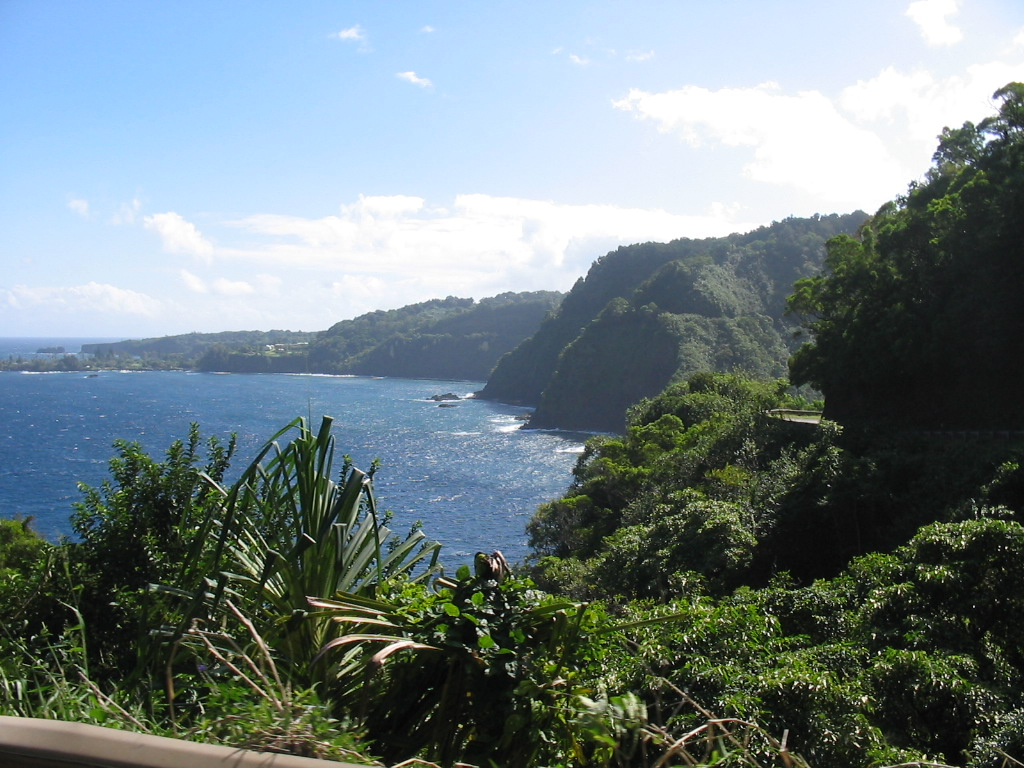
Vista del litoral de Maui.

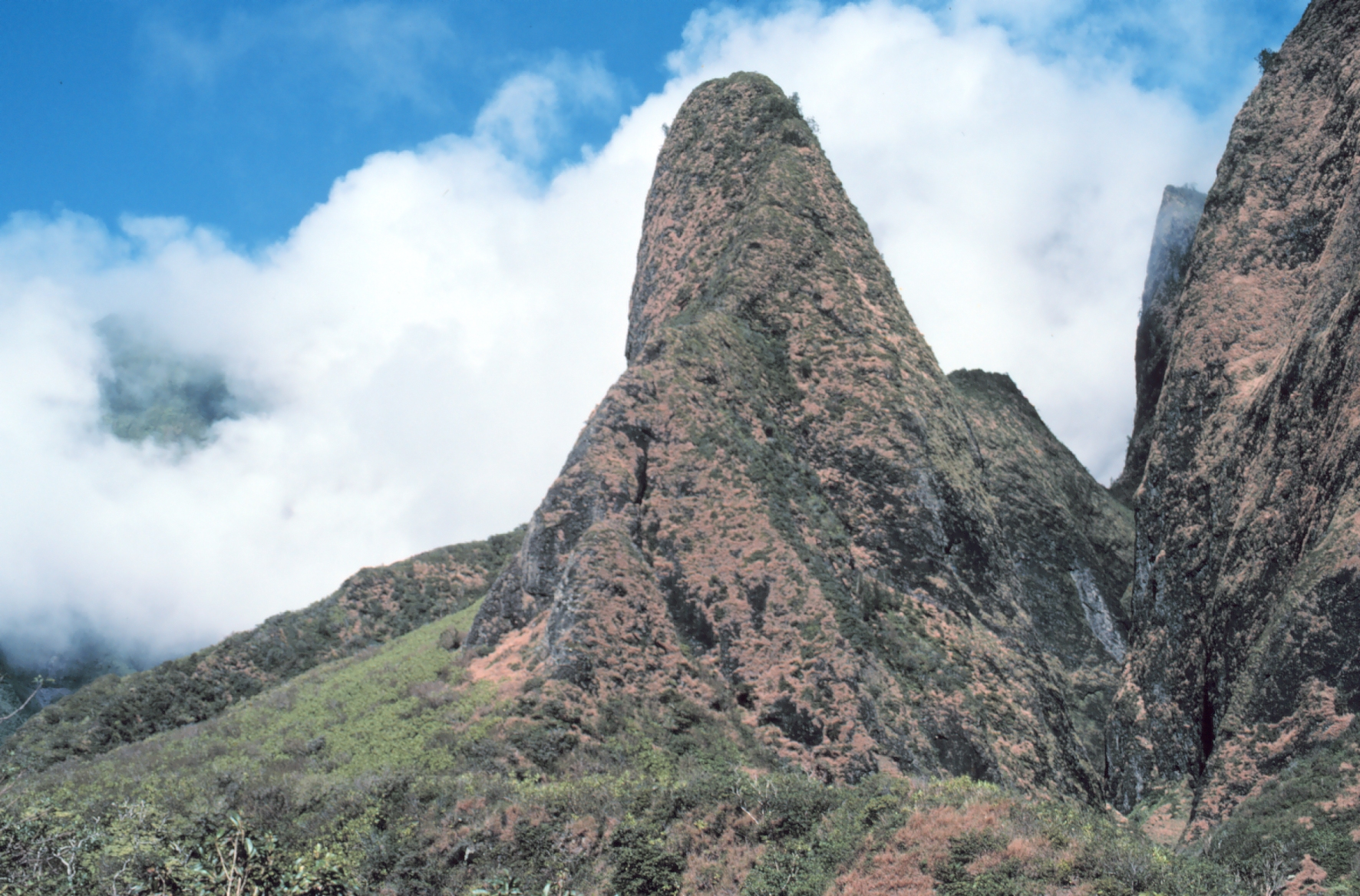
Aguja Iao en West Maui Mountain.

Maui es una isla formada por dos volcanes que se unen en un istmo. El volcán más antiguo es el Mauna Kahalawai que está muy erosionado y también se llama West Maui Mountain. Al este está el Haleakala, un volcán más joven y más grande con una caldera a 3050 metros de altitud. La última erupción fue en 1790.
Como la orografía está dominada por las dos montañas volcánicas, el clima es muy variable según la orientación respecto a los vientos alisios y la altitud. La precipitación anual puede variar entre 250 y 10 000 mm según la localización. La temperatura en el nivel del mar es estable con variaciones entre 20 °C y 29 °C.
La población es diversa, con diferentes grupos étnicos de inmigrantes que llegaron para trabajar en las plantaciones de caña de azúcar y piña. Las ciudades principales son Kahului, Wailuku, Lahaina y Kihei.
Las principales actividades económicas son la agricultura y el turismo. El valle central de Maui, el istmo entre las dos montañas, está dominado por las mayores plantaciones de caña de azúcar que quedan en las islas Hawái. Además, desde los primeros años del siglo XX, las compañías Dole y el Maui Land & Pineapple Company, Inc. habían cultivado aproximadamente 100 km² del nordeste región de la isla[cita requerida] con plantaciones de piña. 
La oferta turística incluye diversos hoteles de lujo y la observación de ballenas que en otoño migran de Alaska a las aguas más cálidas de Maui. La mayoría de turistas provienen de los Estados Unidos y de Canadá. Esto ha provocado, en los últimos años, un rápido crecimiento demográfico por los turistas que han pasado a ser residentes. A su vez, eso ha traído consigo problemas de congestión del tráfico en las principales carreteras, además de escasez de viviendas asequibles para las familias locales. Igualmente, en los últimos años ha aumentado la preocupación acerca del acceso al agua potable, todo ello unido a una importante sequía.
Como aspectos positivos, cabe destacar que Maui posee una economía saneada, además de una tasa de desocupación laboral que en el 2005 se situaba tan solo en el 2,6 %, frente al 2,8 % del resto de las islas o el 5,1 % del país.

## Historia

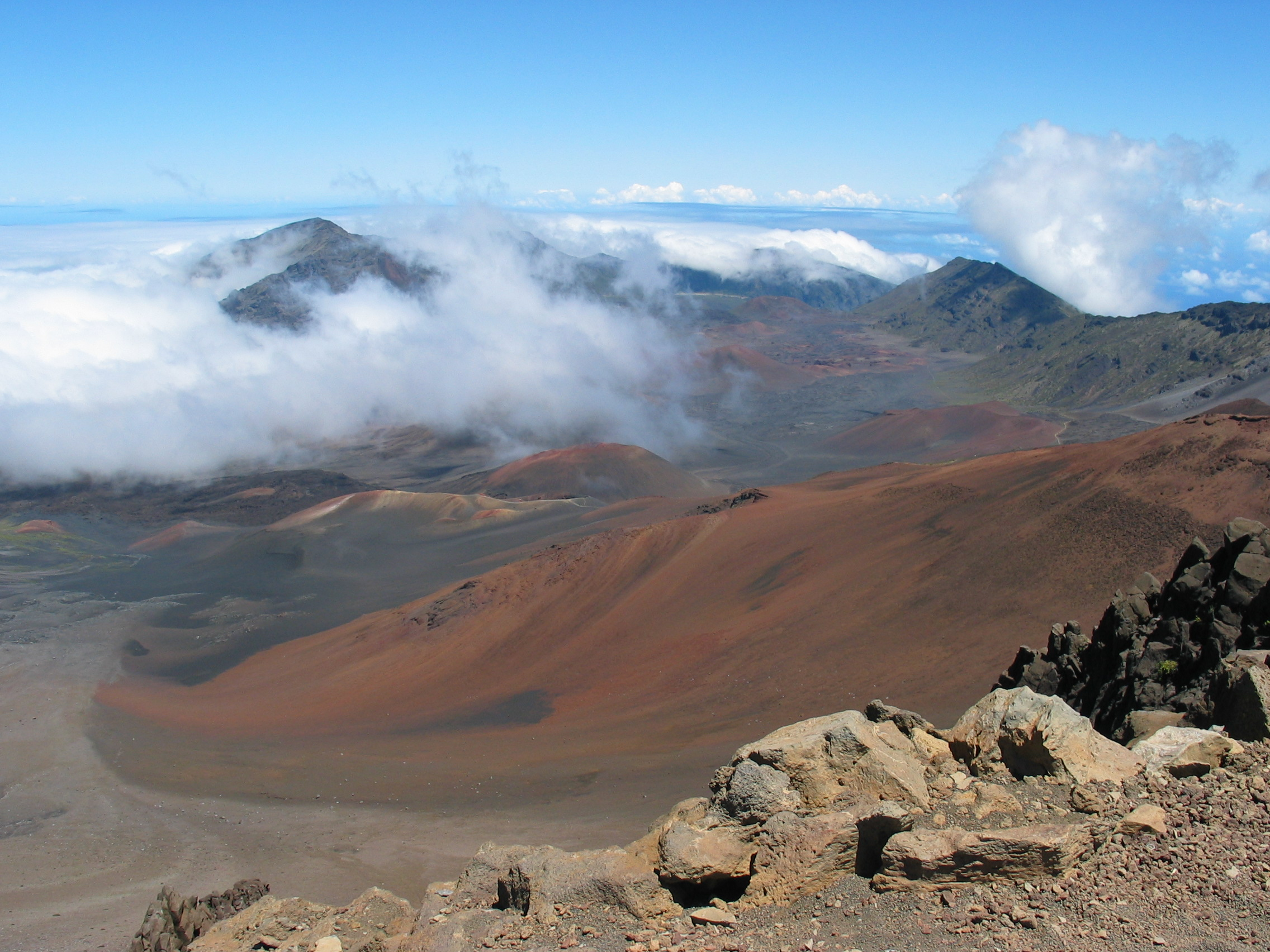
Cráter del Haleakala.

Los polinesios de Tahití y de las Marquesas fueron los primeros pobladores de la isla. El capitán inglés James Cook descubrió Maui el 26 de noviembre de 1778, pero no desembarcó al no encontrar un buen puerto. Anotó el nombre de la isla como Mowe o Mow’ee. El primer europeo en visitar Maui, en 1786, fue el francés La Pérouse que desembarcó en la bahía que hoy en día lleva su nombre.
En 1790, el rey Kamehameha I de Hawái conquistó Maui y estableció la residencia en Lāhainā, después capital del reino. Poco después comenzaron a llegar comerciantes, balleneros y misioneros. Como Lāhainā era entonces la capital, ahí se fundó la primera misión y la primera escuela (que continúa hoy, la Lāhaināluna Mission School). La escuela misionera se abrió en 1831 y fue la primera escuela estadounidense de enseñanza secundaria en abrir al oeste de las Montañas Rocosas. Los misioneros enseñaron a la población a leer y escribir, crearon el alfabeto hawaiano de doce letras, establecieron una imprenta en Lāhainā y empezaron a poner por escrito la historia de las islas, que hasta entonces se transmitía únicamente de forma oral. Irónicamente, la labor que desempeñaron estos misioneros sirvió tanto para alterar como para preservar la cultura nativa. Por un lado, la labor religiosa alteró la cultura, mientras que los esfuerzos alfabetizadores preservaron la historia nativa y el idioma para la posteridad. 
Durante la Segunda Guerra Mundial, Maui fue un centro de residencia y de entrenamiento de las tropas estadounidenses. Se llegaron a concentrar más de 100 000 militares. La principal base militar se encontraba en Haiku.
En 2012, el periódico británico The Guardian incluyó a Maui en la lista de los cinco mejores sitios del mundo para vivir, junto al distrito de Cihangir, en Estambul; el distrito de San Pauli, en Hamburgo; la ciudad de Santa Cruz de Tenerife, en España, y Portland, en el estado de Oregón (Estados Unidos).